# الدوري الإنجليزي الممتاز 1996–97
الدوري الإنجليزي الممتاز 1996–97 (بالإنجليزية: 1996–97 FA Premier League)‏ هو موسم من الدوري الإنجليزي الممتاز. أقيم خلال الفترة 1996 وحتى 11 مايو 1997، وفاز فيه مانشستر يونايتد.